# Šandong (letalonosilka)
Šandong (17; kitajsko: 山东舰; pinjin: Shāndōng Jiàn) je kitajska letalonosilka, splavljena 26. aprila 2017 za Kitajsko vojno mornarico (PLAN). To je prva na Kitajskem grajena letalonosilka in druga v uporabi za letalonosilko Ljaoning, na katerem tehnološko temelji. Njena oznaka je bila sprva Tip 001A (Ljaoning nosi oznako Tip 001), vendar je bila pozneje spremenjena v Tip 002.
V času mornariških vaj Enotni ostri meč aprila 2023 je bil Šandong nameščen v Filipinskem morju, od koder je simuliral zračne in pomorske napade na sosednji Tajvan iz vod v bližini Okinave. V 48 urah so letala in helikopterji 120-krat vzleteli in pristali na letalonosilki. Letalonosilka se je japonskim Mijaškim otokom približala na 230 km. Šandong je spremljal en rušilec Tip 055, dva rušilca Tip 052D, dve fregati Tip 054A in en tanker Tip 901.
Šandong je tehnološko rahlo izboljšan glede na predhodno ladjo Ljaoning. Smučarska skakalnica je pod naklonom 12,0°, ne pa 14,0° kot na Ljaoningu, kar je optimalno za Šandongova lovska letala J-15. Zaradi rahlo povečanega hangarja in zmanjšanega otoka lahko prejme na krov 48 letal, v primerjavi s Ljaoningovimi 36.